# Hibbertia banksii
Hibbertia banksii är en tvåhjärtbladig växtart som först beskrevs av Robert Brown och Dc., och fick sitt nu gällande namn av George Bentham. Hibbertia banksii ingår i släktet Hibbertia och familjen Dilleniaceae. Utöver nominatformen finns också underarten H. b. rigidula.